# Вогьера
Вогьера (итал. Voghiera) —  коммуна в Италии, располагается в регионе Эмилия-Романья, подчиняется административному центру Феррара.
Население составляет 3941 человек, плотность населения составляет 99 чел./км². Занимает площадь 40 км². Почтовый индекс — 44019. Телефонный код — 0532.
Покровителем населённого пункта считается San Antonio. Праздник ежегодно празднуется 13 июня.